# Seppo Myllylä
Seppo Kaleva Myllylä (Orivesi, 9 de agosto de 1958) es un deportista finlandés que compitió en judo. Ganó una medalla de plata en el Campeonato Europeo de Judo de 1983 en la categoría de –78 kg.
Participó en dos Juegos Olímpicos de Verano en los años 1980 y 1984, su mejor actuación fue un duodécimo puesto logrado en Moscú 1980 en la categoría de –71 kg.

## Palmarés internacional
| Campeonato Europeo | Campeonato Europeo | Campeonato Europeo | Campeonato Europeo |
| Año                | Lugar              | Medalla            | Categoría          |
| ------------------ | ------------------ | ------------------ | ------------------ |
| 1983               | París (Francia)    | Medalla de plata   | –78 kg             |